# Psittaculini
Psittaculini — триба папугоподібних птахів родини Psittaculidae. Представники триби поширені в Південно-Східній Азії, Австралії та Океанії.

## Класифікація
- Рід синьоголовий папуга (Psittinus) — 2 види;
- Рід лоріто (Geoffroyus) — 4 види;
- Рід папуга-віхтьохвіст (Prioniturus) — 10 видів;
- Рід папуга-червонодзьоб (Tanygnathus) — 5 видів;
- Рід зелено-червоний папуга (Eclectus) — 5 видів;
- Рід афро-азійський папуга (Psittacula) — 16 видів;
- Рід маврикійський папужець (Lophopsittacus) — 1 вимерлий вид;
- Рід родригійський папужець (Necropsittacus) — 1 вимерлий вид;
- Рід маскаренський папужець (Mascarinus) — 1 вимерлий вид.